# Paraisópolis (São Paulo)
Paraisópolis é um bairro favelizado, localizado na zona sul da cidade de São Paulo, e pertencente ao distrito de Vila Andrade. É derivado do loteamento de Paraisópolis, e sua população, aferida no Censo de 2022, era de 58,527 habitantes.

## História
O bairro de Paraisópolis originou-se de um loteamento destinado à construção de residências para a classe alta realizado em 1921, resultado da divisão da antiga Fazenda do Morumbi em 2 200 lotes com quadras regulares de 10m x 50m e ruas de 10 metros de largura. A partir da década de 1950 iniciou-se a ocupação dos terrenos, na época não habitados e de caráter semi rural, por famílias de baixa renda, em sua maioria migrantes nordestinos, atraídos pelo emprego na construção civil.
Devido ao descaso público e a dificuldade da regularização dos terrenos, em 1970 já residiam irregularmente vinte mil habitantes, e ao mesmo tempo novos bairros nobres e seus condomínios luxuosos eram criados ao redor das áreas de ocupação, que eram muitas vezes construídos utilizando a mão de obra dos próprios moradores de Paraisópolis.
Houve uma tentativa de remoção da área de ocupação, por meio de uma obra rodoviária, elaborada na gestão de Paulo Maluf, no início da década de 1980. Devido à construção de uma avenida que visava interligar a Avenida Giovanni Gronchi à Marginal Pinheiros, haveria a remoção de uma grande área de habitações de baixa renda, porém a obra foi suspensa, sendo retomada parcialmente em 2012, tornando-se a Avenida Hebe Camargo.
No início do século XXI Paraisópolis já era a segunda  maior favela em solo paulistano e começaria a receber investimentos públicos. Em 2005, foi iniciado um processo de urbanização e regularização dos imóveis construídos lá irregularmente, semelhante ao processo que aconteceu na antiga favela de Heliópolis. Há investimentos do poder público (municipal, estadual e federal) em mais de R$ 250 milhões de reais e da iniciativa privada, onde, de acordo com decreto assinado pelo prefeito Gilberto Kassab, donos de imóveis ocupados poderão doar seus antigos terrenos em troca de abatimento de eventuais dívidas com a prefeitura.

## Atualidade
Localizada em uma das regiões mais ricas da cidade paulistana, a favela limita-se com os luxuosos condomínios Jardim Vitória Régia, Paço dos Reis e Portal do Morumbi, sendo este último o primeiro condomínio vertical da região; o distrito do Morumbi e a favela do Jardim Colombo.

Apresenta alta densidade populacional, mil habitantes por hectare. Dessa população somente 25% mora em residências abastecidas pela rede de esgoto, metade das ruas não são asfaltadas e 60% utiliza meios irregulares para obtenção de energia elétrica.

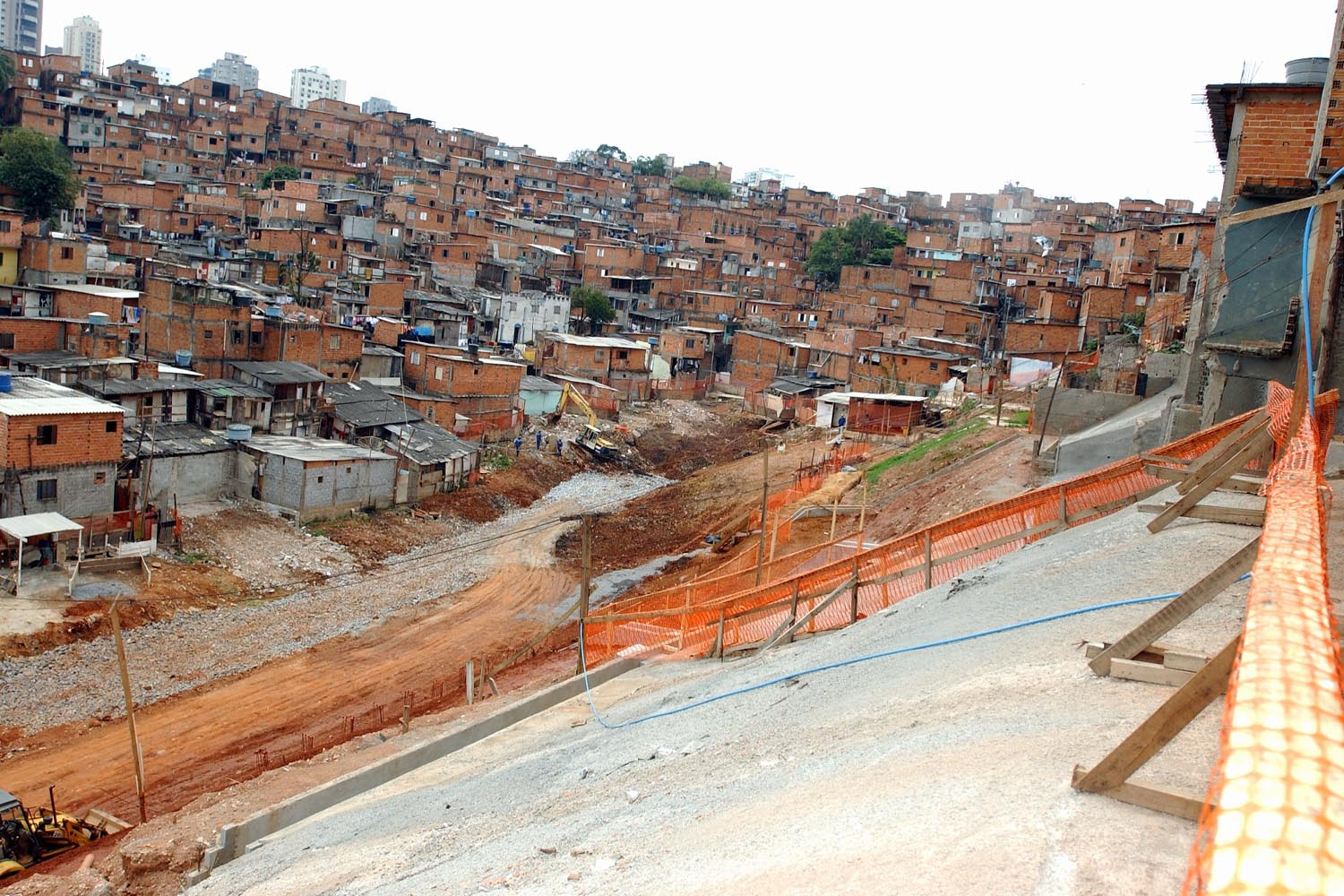
Paraisópolis em 2007.

Entre as ações de urbanização realizadas em Paraisópolis encontram-se: a pavimentação das vias de tráfego; obras emergenciais de reparos da infraestrutura; regularização fundiária; canalização de córregos; abertura de novas ruas, parte invadida e novamente suprimida do arruamento oficial,  adequação das calçadas, também invadidas e estreitadas irregularmente a seguir, construção de rede integral de água e esgoto, construção de escadarias hidráulicas, também em seguida invadidas parcialmente, construção da avenida perimetral Hebe Camargo, desocupação do leito dos córregos, em seguida re-ocupados, remoção de moradias em área de risco, construção de novas calçadas e sarjetas, construção de espaços de lazer e de um parque linear e construção de 2.500 unidades habitacionais em convênio com a CDHU.

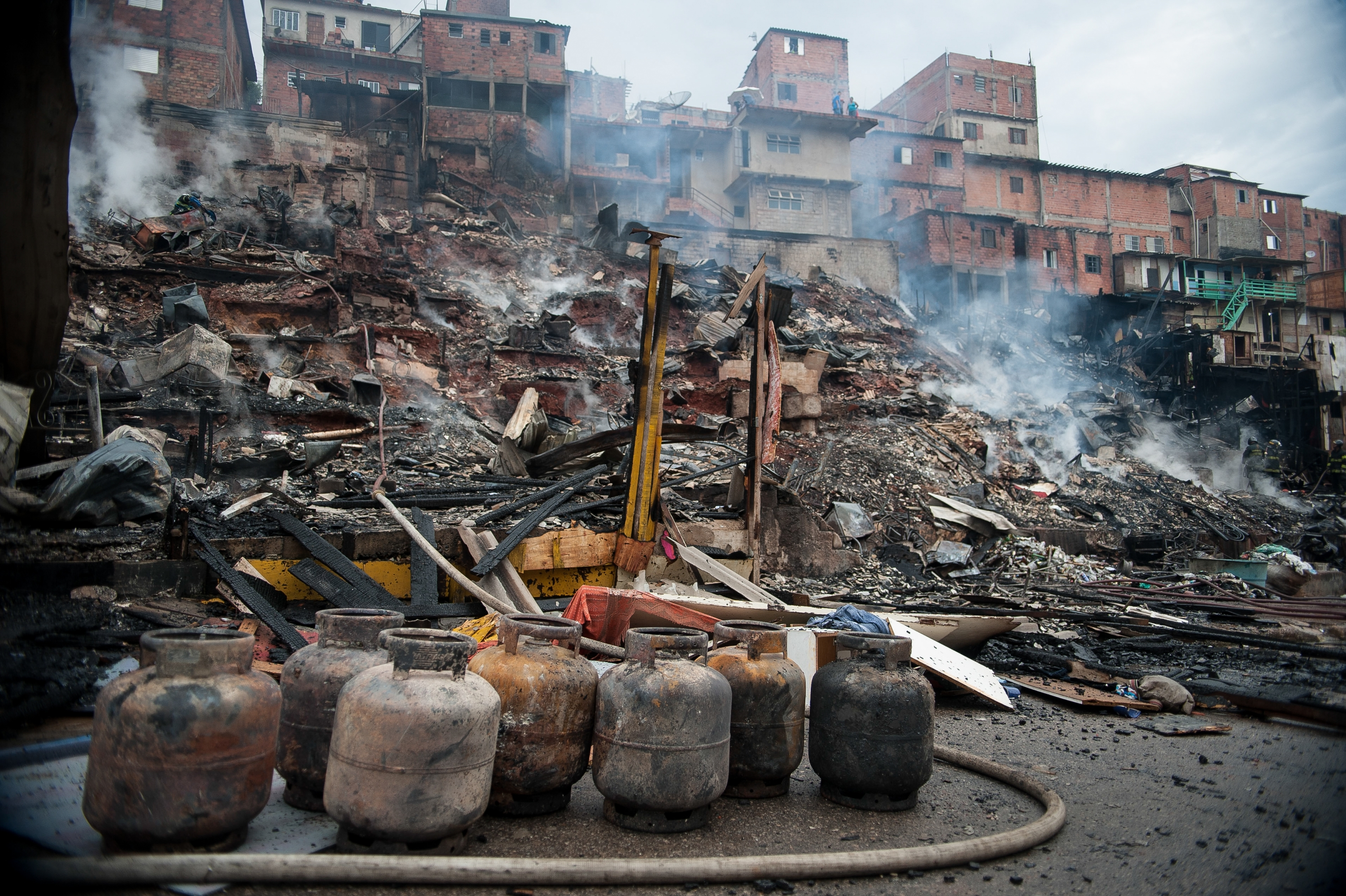
Incêndio em Paraisópolis em 2013.

A partir destas obras de urbanização a favela começou a receber investimentos privados, como na abertura da primeira filial de uma loja das Casas Bahia na região, ocorrida no dia 12 de novembro de 2008 com a presença do então prefeito Gilberto Kassab. Paraisópolis recebeu no dia 13 de dezembro de 2008 a escola CEU Paraisópolis, que apresenta mais de 10 mil m² de área construída, num terreno de 25.400 m², com a capacidade para atender 2.800 alunos, eliminando o terceiro turno em três escolas municipais de Ensino Fundamental (EMEFs).
Apesar dos investimentos em educação as piores escolas da cidade situam-se no bairro, segundo dados do Índice de Desenvolvimento da Educação Básica divulgados em 2010. Essa realidade contrasta com os colégios particulares presentes ao redor do bairro, exemplo da: Graded School, escola estadunidense e do Colégio Visconde de Porto Seguro, e da ETEC Abdias do Nascimento).

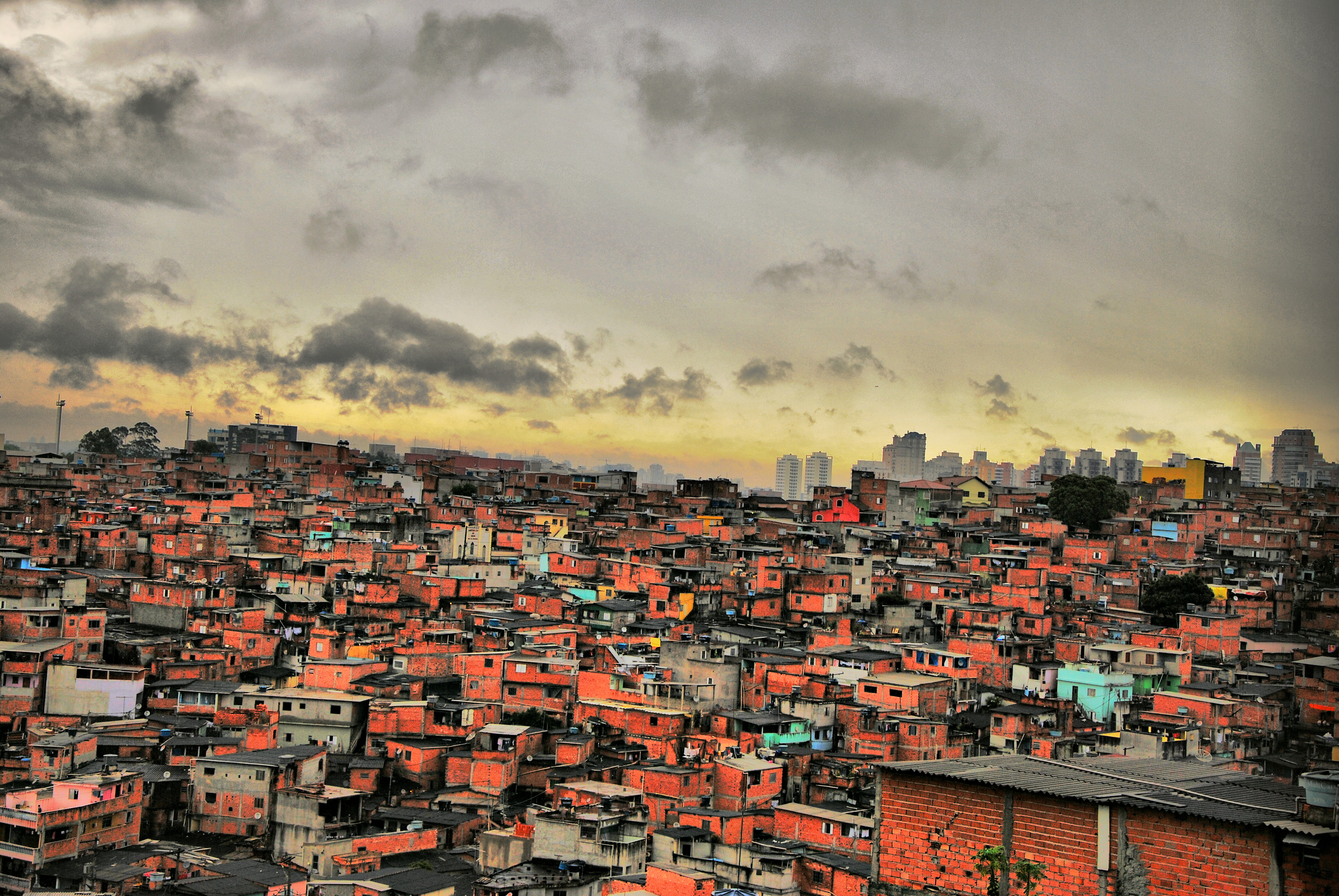
Vista geral de Paraisópolis, 2014.

Em março de 2008 delegações internacionais de Lagos (Nigéria), Ekurhuleni (África do Sul), Cairo (Egito), Manila (Filipinas), Bombaim (Índia), Rio de Janeiro (Brasil), La Paz (Bolívia), Chile, Île-de-France (França) e Gana, visitaram diversas favelas de São Paulo. Paraisópolis foi um dos destaques, devido a sua infraestrutura, sendo muito elogiada pelos urbanistas estrangeiros, os quais chegaram à conclusão de que a "favela" é "incomparável a qualquer outra no mundo" e não poderia assim ser classificada. Bastante evidente que a análise foi apenas superficial, visto que o viário da região é caótico. Nos anos seguintes ganha maior repercussão internacional e recebe delegações de diversas localidades como: França, Anistia Internacional, pesquisadores das escolas de Arquitetura das universidades estadunidenses Colúmbia e Harvard e até visitas de personalidades internacionais como o rapper Ja Rulee de Stefania Fernández, ganhadora do Miss Universo 2009.
Apesar de haver uma convivência pacífica na região, em fevereiro de 2009 houve uma série de confrontos entre moradores e autoridades públicas. Ocorreram assaltos a residências próximas às zonas de menor renda, atos de vandalismo e troca de tiros, devido à presença do PCC na área. Em dezembro de 2013, um incêndio em Paraisópolis deixou cerca de 250 famílias desabrigadas.
Além de apresentar uma extensão do Corredor Parelheiros-Rio Bonito-Santo Amaro, o maior corredor de ônibus da cidade e sete linhas de micro-ônibus fazerem ponto final em suas ruas, está em projeto a chegada do Metrô de São Paulo, que passaria por dois pontos do bairro. O metrô chegaria através da Linha 17-Ouro, ligando-se com os distritos de: Santo Amaro, Itaim Bibi, Campo Belo e Jabaquara.

## Primeiro Comando da Capital
Uma reportagem do UOL publicada em 24 de setembro de 2022 que analisou processos criminais relativos ao PCC revela que as principais decisões do Tribunal do Crime se concentram em Paraisópolis. Isso se dá pela forte presença de figuras de liderança do PCC na favela e a alta densidade populacional. O PCC também decretou a Lei do Silêncio, onde caso um morador fale sobre as decisões do Tribunal, pode ser executado.